# 국도 제28호선
국도 제28호선 (國道第二十八號線)은 경상북도 영주시 상망동 상망교차로 앞에서 경상북도 포항시 북구 흥해읍 성곡 나들목을 연결하는 대한민국의 일반 국도이다.

## 연혁
- 1971년 8월 31일 : 일반국도노선지정령에 의해 국도 제28호선 의성 ~ 포항선이 됨.[1]
- 1981년 3월 14일 : 기점을 '경상북도 의성군 의성읍'에서 '경상북도 영주시'로 연장함. 이에 따라 '의성 ~ 포항선'에서 '영주 ~ 포항선'이 됨.[2]
- 1981년 5월 8일 : 국도로 승격된 영주시 영주동 ~ 의성군 봉양면 하전동 84.9 km 구간 개통[3]
- 1981년 5월 30일 : 대통령령 제10247호 일반국도노선지정령 개정에 따라 연장된 82 km 구간으로 도로구역 변경[4]
- 1996년 1월 12일 : 의흥우회도로(군위군 의흥면 수서리 ~ 읍내리) 3.67 km 구간 개통[5]
- 1997년 6월 16일 : 강동 ~ 흥해간 도로(경주시 강동면 유금리 ~ 포항시 북구 흥해읍 성곡리) 12.7 km 구간 확장 개통[6]
- 2000년 2월 24일 : 경상북도 영주시 문정동 ~ 예천군 감천면 포리 10.0 km 구간을 자동차 전용도로로 지정[7], 경상남도 김해시 한림면 퇴래리 ~ 불암동 19.0 km 구간을 자동차 전용도로로 지정[8], 경상북도 영천시 금호읍 교대리 ~ 고경면 상덕리 22.8 km 구간을 자동차 전용도로로 지정[9]
- 2000년 7월 14일 : 의성군 다인면 가원리 ~ 송호리 1.2 km 구간 개통[10] 및 기존 1.1 km 구간 폐지[11]
- 2000년 12월 31일 : 군위 ~ 의성간 도로(의성군 단촌면 세촌리) 800m 구간 확장 개통[12]
- 2001년 1월 22일 : 강동 ~ 흥해간 도로의 대련 교차로(포항시 북구 흥해읍 대련리) 입체화 개통[13]
- 2001년 5월 10일 : 예천군 지보면 소화리 ~ 마전리 4.12 km 구간 확장 개통[14], 기존 4.1 km 구간 폐지[15]
- 2001년 12월 23일 : 의성·금성·청로지구 위험도로(의성군 금성면 청로리) 1.98 km 구간 개량 개통[16], 기존 1.78 km 구간 폐지[17]
- 2002년 9월 19일 : 영주 ~ 감천간 도로(영주시 문정동 ~ 장수면 갈산리) 3.84 km 구간 확장 개통[18]
- 2002년 9월 26일 : 강동 ~ 흥해간 도로(경주시 강동면 인동시 ~ 포항시 북구 흥해읍 성곡리) 13.7 km 구간 확장 개통[19]
- 2004년 1월 1일 : 관호 교차로의 관호대교(칠곡군 약목면 관호리 ~ 무림리) 3.0 km 구간 개통, 가동건널목(예천군 예천읍 상리 ~ 개포면 금리) 1.34 km 구간 입체화 확장 개통 및 기존 840m 구간 폐지[20]
- 2004년 9월 25일 : 영주 ~ 감천간 도로(영주시 장수면 갈산리 ~ 예천군 감천면 유리) 3.4 km 구간 확장 개통[21]
- 2004년 12월 28일 : 영천시관내 국도대체우회도로 금호 ~ 임고 및 영천 ~ 고경 부분(영천시 대전동 ~ 고경면 상덕리) 14.14 km 구간 확장 개통[22]
- 2005년 6월 30일 : 영주 ~ 감천간 도로(영주시 가흥동 ~ 예천군 감천면 포리) 13.2 km 구간 확장 개통, 기존 13.9 km 구간 폐지[23]
- 2005년 12월 30일 : 비안 ~ 봉양간 도로(의성군 비안면 이두리 ~ 봉양면 화전리) 9.92 km 구간 확장 개통[24], 기존 11.5 km 구간 폐지[25]
- 2009년 9월 17일 : 예천군 감천면 포리 ~ 예천읍 청복리 10.6 km 구간을 자동차 전용도로로 지정[26]
- 2009년 12월 23일 : 감천 ~ 예천간 도로(예천군 감천면 포리 ~ 예천읍 청복리) 10.6 km 구간 확장 개통[27], 기존 예천군 감천면 포리 ~ 예천읍 지내리 13.9 km 구간 폐지[28]
- 2011년 12월 27일 : 신녕 ~ 영천간 도로 1공구(영천시 신녕면 화남리 ~ 화산면 덕암리) 9.5 km 구간 확장 개통[29] 및 기존 구간 폐지[30], 신녕 ~ 영천간 도로 2공구(영천시 화산면 덕암리 ~ 서산동) 8.84 km 구간 확장 개통[31] 및 기존 9.1 km 구간 폐지[32], 신녕 ~ 고로간 도로(영천시 신녕면 화남리 ~ 군위군 고로면 화수리) 5.54 km 구간 확장 개통[33] 및 기존 6.3 km 구간 폐지[34]
- 2016년 12월 21일 : 다인 ~ 비안간 도로 2공구(의성군 다인면 삼분리 ~ 비안면 이두리) 12.6 km 구간 확장 개통[35], 기존 12.4 km 구간 폐지[36]
- 2018년 12월 20일 : 다인 ~ 비안간 도로 1공구(의성군 다인면 덕미리 ~ 삼분리) 10.94 km 구간 확장 개통[37], 기존 10.88 km 구간 폐지[38]
- 2021년 3월 29일 : 고로 ~ 우보간 도로(군위군 삼국유사면 화수리 ~ 우보면 이화리) 2.0km 구간 확장 개통[39], 기존 군위군 우보면 이화리 340m 구간 폐지[40]

## 주요 경유지
경상북도
- 영주시 (영주동 · 하망동 · 영주동 · 휴천동 · 가흥동 · 문정동 · 장수면) - 예천군 (감천면 · 예천읍 · 개포면 · 호명읍 · 지보면) - 의성군 (다인면 · 단북면 · 안계면 · 비안면 · 봉양면 · 의성읍 · 금성면)

대구광역시
- 군위군 (우보면 · 의흥면 · 삼국유사면)

경상북도
- 영천시 (신녕면 · 화산면 · 청통면 · 화산면 · 서산동 · 대전동 · 녹전동 · 오미동 · 신기동 · 언하동 · 임고면 · 고경면) - 경주시 (안강읍 · 강동면) - 포항시 (남구 연일읍 - 북구 흥해읍)

## 노선
여기서 상행은 영주 방면, 하행은 포항 방면이다.
- (■): 자동차 전용도로 구간

### 경상북도(대구광역시이북 지역)
| 이름                                              | 접속 노선                                         | 소재지                                                    | 소재지                                     | 비고                                                                       |
| ------------------------------------------------- | ------------------------------------------------- | --------------------------------------------------------- | ------------------------------------------ | -------------------------------------------------------------------------- |
| (영주시수도사업부앞)                              | 광복로                                            | 영주시                                                    | 하망동                                     | 지방도 제935호선과 중복                                                    |
| (이름 없음)                                       | 영주로                                            | 영주시                                                    | 하망동                                     | 지방도 제935호선과 중복                                                    |
| 영주공설시장                                      |                                                   | 영주시                                                    | 하망동                                     | 지방도 제935호선과 중복                                                    |
| 구성오거리                                        | 지방도 제935호선 (구성로) 중앙로80번길            | 영주시                                                    | 하망동                                     | 지방도 제935호선과 중복                                                    |
| 영주우체국                                        |                                                   | 영주시                                                    | 영주동                                     |                                                                            |
| 세무서사거리                                      | 선비로 중앙로                                     | 영주시                                                    | 영주동                                     |                                                                            |
| (이름 없음)                                       | 선비로                                            | 영주시                                                    | 휴천동                                     |                                                                            |
| 꽃동산로터리                                      | 꽃동산로 대동로 지천로 지천로157번길              | 영주시                                                    | 가흥동                                     |                                                                            |
| 가흥교                                            |                                                   | 영주시                                                    | 가흥동                                     |                                                                            |
| 현대2차강변아파트                                 | 가흥로 대동로                                     | 영주시                                                    | 가흥동                                     |                                                                            |
| 영주교육지원청                                    |                                                   | 영주시                                                    | 가흥동                                     |                                                                            |
| 가흥동 마애삼존불상                               |                                                   | 영주시                                                    | 가흥동                                     |                                                                            |
| (이름 없음)                                       | 대학로                                            | 영주시                                                    | 가흥동                                     |                                                                            |
| 문정 교차로                                       | 국도 제5호선 (경북대로)                           | 영주시                                                    | 가흥동                                     |                                                                            |
| 한국폴리텍6대학 영주캠퍼스                        |                                                   | 영주시                                                    | 가흥동                                     |                                                                            |
| 두전 교차로                                       | 장수로                                            | 영주시                                                    | 가흥동                                     |                                                                            |
| 영주 나들목 (장수 교차로)                         | 55호선 중앙고속도로 충효로                        | 영주시                                                    | 장수면                                     |                                                                            |
| 유리 교차로                                       | 충효로                                            | 예천군                                                    | 감천면                                     |                                                                            |
| 대맥 교차로                                       | 충효로                                            | 예천군                                                    | 감천면                                     |                                                                            |
| 감천 교차로                                       | 충효로                                            | 예천군                                                    | 감천면                                     | 상행 진출 불가                                                             |
| 포리 교차로                                       | 충효로                                            | 예천군                                                    | 감천면                                     |                                                                            |
| 덕율1 교차로                                      | 충효로                                            | 예천군                                                    | 감천면                                     | 상행 진출 불가 하행 진입 불가                                              |
| 덕율2 교차로                                      | 충효로                                            | 예천군                                                    | 감천면                                     | 상행 진입 불가 하행 진출 불가                                              |
| 갈구 교차로                                       | 충효로 동막미륵길                                 | 예천군                                                    | 예천읍                                     |                                                                            |
| 통명 교차로                                       | 지방도 제928호선 (보문로)                         | 예천군                                                    | 예천읍                                     |                                                                            |
| 동예천 교차로                                     | 국도 제34호선 (경서로) 지방도 제927호선 (양궁로)  | 예천군                                                    | 예천읍                                     | 상행 방면 지방도 제927호선 진출입 불가 국도 제34호선과 중복                |
| 신대왕교                                          |                                                   | 예천군                                                    | 예천읍                                     | 국도 제34호선과 중복                                                       |
| 지내육교                                          | 충효로                                            | 예천군                                                    | 예천읍                                     | 국도 제34호선과 중복                                                       |
| 농공단지 사거리 (지하차도)                        | 국도 제34호선 (경서로)                            | 예천군                                                    | 예천읍                                     | 국도 제34호선과 중복                                                       |
| 상동교                                            | 양촌길 상동길                                     | 예천군                                                    | 예천읍                                     |                                                                            |
| 중평천교                                          |                                                   | 예천군                                                    | 예천읍                                     |                                                                            |
| 경진삼거리                                        | 지방도 제924호선 (용개로)                         | 예천군                                                    | 개포면                                     | 지방도 제924호선과 중복                                                    |
| 경진교                                            |                                                   | 예천군                                                    | 개포면                                     | 지방도 제924호선과 중복                                                    |
|                                                   | 호명읍                                            | 예천군                                                    |                                            | 지방도 제924호선과 중복                                                    |
| 본포삼거리                                        | 지방도 제924호선 (호명로)                         | 예천군                                                    |                                            | 지방도 제924호선과 중복                                                    |
| 어신 교차로                                       | 송평천로                                          | 예천군                                                    | 지보면                                     |                                                                            |
| 소화 교차로                                       | 지보로                                            | 예천군                                                    | 지보면                                     |                                                                            |
| (이름 없음)                                       | 지보로                                            | 예천군                                                    | 지보면                                     |                                                                            |
| (구마전)                                          | 지방도 제916호선 지방도 제923호선 (지풍로) 매창길 | 예천군                                                    | 지보면                                     | 지방도 제916, 923호선과 중복                                               |
| 지인교                                            |                                                   | 예천군                                                    | 지보면                                     | 지방도 제916, 923호선과 중복                                               |
|                                                   | 의성군                                            | 다인면                                                    |                                            | 지방도 제916, 923호선과 중복                                               |
| 용곡삼거리                                        | 의성군                                            | 다인면                                                    | 지방도 제916호선 지방도 제923호선 (용곡길) | 지방도 제916, 923호선과 중복                                               |
| (용곡리)                                          | 의성군                                            | 다인면                                                    | 용곡1길                                    |                                                                            |
| (양서2리)                                         | 의성군                                            | 다인면                                                    | 양서봉정길                                 |                                                                            |
| (양서1리)                                         | 의성군                                            | 다인면                                                    | 덕미3길 양서1길                            |                                                                            |
| (반정)                                            | 의성군                                            | 다인면                                                    | 덕미2길 반정길                             |                                                                            |
| 덕미 교차로                                       | 의성군                                            | 다인면                                                    | 국도 제59호선 (삼강로)                     | 국도 제59호선과 중복                                                       |
| 상광덕 교차로                                     | 의성군                                            | 다인면                                                    | 덕미1길                                    | 국도 제59호선과 중복                                                       |
| 덕지 교차로                                       | 의성군                                            | 다인면                                                    | 덕지3길                                    | 국도 제59호선과 중복                                                       |
| 덕지교                                            | 의성군                                            | 다인면                                                    |                                            | 국도 제59호선과 중복                                                       |
| 도암 졸음쉼터                                     | 의성군                                            | 다인면                                                    |                                            | 국도 제59호선과 중복 상행 방향                                             |
| 서릉 교차로                                       | 의성군                                            | 다인면                                                    | 국도 제59호선 (서부로)                     | 국도 제59호선과 중복                                                       |
| 도암 교차로                                       | 의성군                                            | 다인면                                                    | 지방도 제923호선 (자미로)                  |                                                                            |
| 도암교 심천교                                     | 의성군                                            | 다인면                                                    |                                            |                                                                            |
| 송호졸음쉼터                                      | 의성군                                            | 다인면                                                    |                                            | 하행 방향                                                                  |
| 새내2교 시말교                                    | 의성군                                            | 다인면                                                    |                                            |                                                                            |
| 가원 교차로                                       | 의성군                                            | 다인면                                                    | 서부로 송호1길                             |                                                                            |
| 고락교                                            | 의성군                                            | 다인면                                                    |                                            |                                                                            |
| 외정 교차로                                       | 의성군                                            | 다인면                                                    | 서부로 외정길                              |                                                                            |
| 외정교                                            | 의성군                                            | 다인면                                                    |                                            |                                                                            |
| 신락 교차로                                       | 의성군                                            | 다인면                                                    | 서부로 신락3길                             |                                                                            |
| 삼분 교차로                                       | 의성군                                            | 다인면                                                    | 서부로 문암길                              |                                                                            |
| 서의성 나들목 (정안 교차로)                       | 의성군                                            | 30호선 서산영덕고속도로 서부로 삼분2길                    | 단북면                                     |                                                                            |
| 정안교                                            | 의성군                                            |                                                           | 단북면                                     |                                                                            |
| 시안교 양곡천교                                   | 의성군                                            |                                                           | 안계면                                     |                                                                            |
| 용기 교차로                                       | 의성군                                            | 지방도 제912호선 (안신로)                                 | 안계면                                     |                                                                            |
| 토매천교 용기교 위양1교 위양천교 위양2교 석정천교 | 의성군                                            |                                                           | 안계면                                     |                                                                            |
| 교촌 교차로                                       | 의성군                                            | 서부로 교화길                                             | 안계면                                     |                                                                            |
| 교촌교                                            | 의성군                                            |                                                           | 안계면                                     |                                                                            |
| 용남 교차로                                       | 의성군                                            | 서부로 거북이길 외남길                                    | 비안면                                     |                                                                            |
| 용남교                                            | 의성군                                            |                                                           | 비안면                                     |                                                                            |
| 용천 교차로                                       | 의성군                                            | 서부로                                                    | 비안면                                     |                                                                            |
| 이두교                                            | 의성군                                            | 용천길 이두1길 강변길                                     | 비안면                                     |                                                                            |
| 비안교 서부교                                     | 의성군                                            |                                                           | 비안면                                     |                                                                            |
| 동부교                                            | 의성군                                            | 만세길 옥연길                                             | 비안면                                     |                                                                            |
| 장송교                                            | 의성군                                            | 장춘2길                                                   | 비안면                                     |                                                                            |
| 장춘교                                            | 의성군                                            |                                                           | 비안면                                     |                                                                            |
| 쌍계교                                            | 의성군                                            | 장춘길                                                    | 비안면                                     |                                                                            |
| 도암교                                            | 의성군                                            | 도암1길                                                   | 비안면                                     |                                                                            |
| (교차로 명칭 미상)                                | 의성군                                            | 탑골길                                                    | 봉양면                                     |                                                                            |
| 봉양1교                                           | 의성군                                            |                                                           | 봉양면                                     |                                                                            |
| 안호교                                            | 의성군                                            | 강변길                                                    | 봉양면                                     |                                                                            |
| 봉양 교차로 (봉양고가교)                          | 의성군                                            | 국도 제5호선 국가지원지방도 제68호선 (경북대로) 도리원3길 | 봉양면                                     | 국도 제5호선과 중복 국가지원지방도 제68호선과 중복                         |
| 온천삼거리                                        | 의성군                                            | 지방도 제927호선 (봉호로) 도리원2길                       | 봉양면                                     | 국도 제5호선과 중복 국가지원지방도 제68호선과 중복 지방도 제927호선과 중복 |
| 의성소방서                                        | 의성군                                            |                                                           | 봉양면                                     | 국도 제5호선과 중복 국가지원지방도 제68호선과 중복 지방도 제927호선과 중복 |
| 구미삼거리                                        | 의성군                                            | 지방도 제927호선 (조문로)                                 | 봉양면                                     | 국도 제5호선과 중복 국가지원지방도 제68호선과 중복 지방도 제927호선과 중복 |
| 의성군 농업기술센터                               | 의성군                                            |                                                           | 봉양면                                     | 국도 제5호선과 중복 국가지원지방도 제68호선과 중복                         |
| 분토교                                            | 의성군                                            |                                                           | 봉양면                                     | 국도 제5호선과 중복 국가지원지방도 제68호선과 중복                         |
|                                                   | 의성군                                            | 의성읍                                                    |                                            | 국도 제5호선과 중복 국가지원지방도 제68호선과 중복                         |
| 용연리                                            | 의성군                                            | 국가지원지방도 제68호선 (비봉길)                          |                                            | 국도 제5호선과 중복 국가지원지방도 제68호선과 중복                         |
| 용연교                                            | 의성군                                            | 용연1길                                                   | 국도 제5호선과 중복                        |                                                                            |
| 원당 교차로                                       | 의성군                                            | 국도 제5호선 (경북대로)                                   | 국도 제5호선과 중복                        |                                                                            |
| 용연교                                            | 의성군                                            | 용연2길                                                   | 상행 진입 불가 하행 진출 불가              |                                                                            |
| 팔성교                                            | 의성군                                            | 팔성길                                                    |                                            |                                                                            |
| 오로교                                            | 의성군                                            |                                                           |                                            |                                                                            |
| 오로삼거리                                        | 의성군                                            | 구봉길                                                    |                                            |                                                                            |
| 비봉삼거리                                        | 의성군                                            | 국가지원지방도 제68호선 (비봉길)                          | 국가지원지방도 제68호선과 중복             |                                                                            |
| 비봉역                                            | 의성군                                            |                                                           | 국가지원지방도 제68호선과 중복             |                                                                            |
| 학미교                                            | 의성군                                            | 지방도 제930호선 (공룡로)                                 | 금성면                                     | 국가지원지방도 제68호선과 중복 지방도 제930호선과 중복                     |
| 경덕왕릉                                          | 의성군                                            |                                                           | 금성면                                     | 국가지원지방도 제68호선과 중복 지방도 제930호선과 중복                     |
| 대리삼거리                                        | 의성군                                            | 지방도 제927호선 (조문로)                                 | 금성면                                     | 국가지원지방도 제68호선과 중복 지방도 제927, 930호선과 중복                |
| 대리2리                                           | 의성군                                            | 탑리길                                                    | 금성면                                     | 국가지원지방도 제68호선과 중복 지방도 제927, 930호선과 중복                |
| (이름 없음)                                       | 의성군                                            | 탑리5길                                                   | 금성면                                     | 국가지원지방도 제68호선과 중복 지방도 제927, 930호선과 중복 탑리역과 연결  |
| 대리리                                            | 의성군                                            | 국가지원지방도 제68호선 (금성현서로) 탑리길               | 금성면                                     | 국가지원지방도 제68호선과 중복 지방도 제927, 930호선과 중복                |
| 청로교                                            | 의성군                                            |                                                           | 금성면                                     | 지방도 제927, 930호선과 중복                                               |
| 청로교사거리                                      | 의성군                                            | 지방도 제927호선 지방도 제930호선 (군위금성로) 청로3길    | 금성면                                     | 지방도 제927, 930호선과 중복                                               |
| 청로리                                            | 의성군                                            | 청로길                                                    | 금성면                                     |                                                                            |
| 개일육교                                          | 의성군                                            |                                                           | 금성면                                     |                                                                            |

### 대구광역시
| 이름                       | 접속 노선                            | 소재지 | 소재지     | 비고 |
| -------------------------- | ------------------------------------ | ------ | ---------- | ---- |
| 보골교                     | 두북길                               | 군위군 | 우보면     |      |
| 이화교                     | 선동길 이화길                        | 군위군 | 우보면     |      |
| 백양삼거리                 | 효우로                               | 군위군 | 우보면     |      |
| 우보역                     |                                      | 군위군 | 우보면     |      |
| 이화리                     | 철길로                               | 군위군 | 우보면     |      |
| 대추공원                   | 수서길                               | 군위군 | 의흥면     |      |
| 제2의흥교                  |                                      | 군위군 | 의흥면     |      |
| 이지리                     | 국가지원지방도 제79호선 (산성가음로) | 군위군 | 의흥면     |      |
| 의흥향교                   | 읍내길                               | 군위군 | 의흥면     |      |
| 파전교 연계교              |                                      | 군위군 | 의흥면     |      |
| 연계보건진료소             | 연계지호길                           | 군위군 | 의흥면     |      |
| 연계1리 마을회관 (군위역)  |                                      | 군위군 | 의흥면     |      |
| 금양리                     | 원산금양길                           | 군위군 | 삼국유사면 |      |
| (이름 없음)                | 동부로                               | 군위군 | 삼국유사면 |      |
| 신화수교                   |                                      | 군위군 | 삼국유사면 |      |
| 삼국유사 교차로 (화수육교) | 동부로                               | 군위군 | 삼국유사면 |      |
| 화수 교차로                | 동부로                               | 군위군 | 삼국유사면 |      |
| (생태통로)                 |                                      | 군위군 | 삼국유사면 |      |

### 경상북도(대구광역시이남 지역)
| 이름                    | 접속 노선                                         | 소재지                           | 소재지                                      | 비고                           |
| ----------------------- | ------------------------------------------------- | -------------------------------- | ------------------------------------------- | ------------------------------ |
| (생태통로)              |                                                   | 영천시                           | 신녕면                                      | 지방도 제908호선과 중복        |
| 곡골교                  |                                                   | 영천시                           | 신녕면                                      | 지방도 제908호선과 중복        |
| (생태통로)              |                                                   | 영천시                           | 신녕면                                      | 지방도 제908호선과 중복        |
| 화서 교차로             | 지방도 제908호선 (갑티로)                         | 영천시                           | 신녕면                                      | 지방도 제908호선과 중복        |
| 갑현 교차로             | 장수로                                            | 영천시                           | 신녕면                                      |                                |
| 갑현교 신령교           |                                                   | 영천시                           | 신녕면                                      |                                |
| 연정 교차로 (연정IC교)  | 신화로                                            | 영천시                           | 신녕면                                      |                                |
| 신덕교                  |                                                   | 영천시                           | 신녕면                                      |                                |
| 신녕 나들목             | 301호선 영천상주고속도로                          | 영천시                           | 신녕면                                      |                                |
| 효정 교차로 (효정IC교)  | 신화로                                            | 영천시                           | 화산면                                      |                                |
| 덕산교                  |                                                   | 영천시                           | 화산면                                      |                                |
| (생태통로)              |                                                   | 영천시                           | 화산면                                      |                                |
| 유성교                  |                                                   | 영천시                           | 화산면                                      |                                |
| 당곡 교차로 (당곡IC교)  | 납이길                                            | 영천시                           | 화산면                                      |                                |
| 삼부1교 삼부교          |                                                   | 영천시                           | 화산면                                      |                                |
| 삼부 교차로 (삼부IC교)  | 가래실로                                          | 영천시                           | 화산면                                      |                                |
| 삼부 교차로 (삼부IC교)  | 가래실로                                          | 영천시                           | 청통면                                      |                                |
| 삼부천교                |                                                   | 영천시                           |                                             |                                |
|                         | 화산면                                            | 영천시                           |                                             |                                |
| 서산 교차로 (서산IC교)  | 장수로                                            | 영천시                           | 서부동                                      |                                |
| 대전 교차로             | 국도 제35호선 (영천우회도로)                      | 영천시                           | 서부동                                      | 국도 제35호선과 중복           |
| 녹전교                  |                                                   | 영천시                           | 서부동                                      | 국도 제35호선과 중복           |
|                         | 중앙동                                            | 영천시                           |                                             | 국도 제35호선과 중복           |
| 오미 교차로             | 국도 제35호선 (천문로)                            | 영천시                           |                                             | 국도 제35호선과 중복           |
| 임고 교차로             | 국가지원지방도 제69호선 지방도 제921호선 (포은로) | 영천시                           | 임고면                                      |                                |
| 자호천교 임고천교       |                                                   | 영천시                           | 임고면                                      |                                |
| 영천터널                |                                                   | 영천시                           | 임고면                                      | 연장 420m                      |
| 영천터널                | 고경면                                            | 영천시                           |                                             | 연장 420m                      |
| 고경 교차로             | 배골길                                            | 영천시                           | 상행 진출 불가 하행 진입 불가               |                                |
| 해선 교차로             | 호국로                                            | 영천시                           |                                             |                                |
| 고경중학교 고경초등학교 |                                                   | 영천시                           |                                             |                                |
| 청정 교차로             | 지방도 제904호선 (용담로)                         | 영천시                           |                                             |                                |
| 시티재                  |                                                   | 영천시                           |                                             |                                |
|                         | 경주시                                            | 안강읍                           |                                             |                                |
| 안강대교                | 경주시                                            | 안강읍                           |                                             |                                |
| (이름 없음)             | 경주시                                            | 안강읍                           | 두류길                                      |                                |
| (이름 없음)             | 경주시                                            | 안강읍                           | 안강중앙로                                  |                                |
| 안강 나들목             | 경주시                                            | 안강읍                           | 국가지원지방도 제68호선 (안현로)            | 국가지원지방도 제68호선과 중복 |
| 안강 교차로             | 경주시                                            | 안강읍                           | 국가지원지방도 제68호선 (형산로) 안강중앙로 | 국가지원지방도 제68호선과 중복 |
| 제2강동대교             | 경주시                                            |                                  | 강동면                                      |                                |
| 양동마을입구            | 경주시                                            | 양동마을길                       | 강동면                                      |                                |
| 인동대교                | 경주시                                            |                                  | 강동면                                      | 하행선 전용                    |
| 강동 나들목             | 경주시                                            | 국도 제7호선 (산업로)            | 강동면                                      | 국도 제7호선과 중복            |
| 유금지하교              | 경주시                                            | 지방도 제945호선 (천강로) 강동로 | 강동면                                      | 국도 제7호선과 중복            |
| 유금 나들목             | 경주시                                            | 국도 제7호선 (산업로)            | 강동면                                      | 국도 제7호선과 중복            |
| 위덕대학교              | 경주시                                            |                                  | 강동면                                      |                                |
| 칠전교                  | 자명로                                            | 포항시                           | 남구 연일읍                                 |                                |
| 대련 나들목             | 국도 제31호선 (새마을로)                          | 포항시                           | 북구 흥해읍                                 |                                |
| 포항시농산물도매시장    |                                                   | 포항시                           | 북구 흥해읍                                 |                                |
| 성곡 나들목             | 국도 제7호선 (동해대로) 소티재로)                 | 포항시                           | 북구 흥해읍                                 | 종점                           |

## 도로명
경상북도
- 영주시 영주시수도사업부앞 ~ 영주동 세무서사거리 : 중앙로
- 영주시 영주동 세무서사거리 ~ 휴천동 : 선비로
- 영주시 휴천동 ~ 가흥동 꽃동산로터리 : 지천로
- 영주시 가흥동 꽃동산로터리 ~ 현대2차강변아파트 : 대동로
- 영주시 가흥동 현대2차강변아파트 ~ 한국폴리텍6대학 영주캠퍼스 : 가흥로
- 영주시 가흥동 한국폴리텍6대학 영주캠퍼스 ~ 예천군 예천읍 동예천 교차로 : 예영로
- 예천군 예천읍 동예천 교차로 ~ 농공단지사거리 : 경서로
- 예천군 예천읍 농공단지사거리 ~ 지보면 지인교 : 예지로
- 의성군 다인면 지인교 ~ 서릉 교차로 : 서부로
- 의성군 다인면 서릉 교차로 ~ 비안면 용천 교차로 : 비안다인로
- 의성군 비안면 용천 교차로 ~ 봉양면 봉양 교차로 : 서부로
- 의성군 봉양면 봉양 교차로 ~ 의성읍 원당 교차로 : 경북대로
- 의성군 의성읍 원당 교차로 ~ 군위군 고로면 화수리 : 동부로
- 舊 장수로 (신설 구간은 도로명 미정)
- 영천시 고경면 해선 교차로 ~ 경주시 강동면 강동 나들목 : 호국로
- 경주시 강동면 강동 나들목 ~ 유금 나들목 : 산업로
- 경주시 강동면 유금 나들목 ~ 포항시 북구 흥해읍 성곡 나들목 : 동해대로

## 자동차 전용도로 구간
아래 구간은 국토교통부에서 지정한 자동차 전용도로 구간이므로 보행자, 자전거 등은 통행할 수 없다. 이륜자동차 (모터사이클 혹은 오토바이)는 긴급자동차 (싸이카 및 소방용 모터사이클 등)에 한해 통행이 가능하며, 그 밖의 이륜자동차와 경운기, 우마차, 트랙터, 손수레는 통행할 수 없다.
| 도로명                  | 시점                                         | 종점                                       | 총연장 (km) | 차로수 | 지정일          |
| ----------------------- | -------------------------------------------- | ------------------------------------------ | ----------- | ------ | --------------- |
| 영천시 국도대체우회도로 | 경상북도 영천시 금호읍 교대리(금호 교차로)   | 경상북도 영천시 고경면 상덕리(해선 교차로) | 22.84       | 4      | 2000년 2월 24일 |
| 예영로                  | 경상북도 예천군 예천읍 청복리(동예천 교차로) | 경상북도 예천군 감천면 포리(포리 교차로)   | 10.6        | 4      | 2009년 9월 17일 |
| 예영로                  | 경상북도 예천군 감천면 포리(감천 교차로)     | 경상북도 영주시 문정동(문정 교차로)        | 10.0        | 4      | 2000년 2월 24일 |

## 같이 보기
- 국가지원지방도 제28호선